# Церетели, Арчил Николаевич
Арчил Николаевич Церетели (груз. არჩილ ნიკოლოზის ძე წერეთელი) (27 июня 1906 — ?) — советский баскетболист. Заслуженный мастер спорта СССР (1943).

## Биография
Выступал за тбилисские команды: команда университета (1926-29), команда совторгслужащих (1929-32).
С 1933 по 1941 год — игрок «Динамо».
Окончил ГЦОЛИФК.
В 1938—1952 — заведующий кафедрой спортивных игр, затем старший преподаватель кафедры в Грузинском институте физкультуры. Награждён медалью «За трудовое отличие» (15.09.1961, за большие заслуги в подготовке специалистов и развитии науки).
В 1970-80-е гг. был председателем совета ветеранов баскетбола Грузинской ССР.
Участник Великой Отечественной войны. Награжден орденом Отечественной войны II степени (06.11.1985).